# Sofija Smetonienė
Sofija Smetonienė, född 1885, död 1968, var en litauisk presidentfru, gift med president Antanas Smetona. Hon var därmed Litauens första dam 1919-1920 och 1926-1940. 
Hon tillhörde den litauisk-polska adelsfamiljen Chodakowski. Hon gifte sig med Antanas Smetona 1904. Hennes make var president första gången 1919-1920. År 1926 blev maken för andra gången president, och var det sedan fortsatt under resten av mellankrigstiden. Hennes syster Jadvyga Tūbelienė var premiärministerfru 1929-1938.
Sofija Smetonienė var en mycket framträdande person som presidentfru. Utöver att utföra representativa uppgifter var hon enligt samtida diplomatiska rapporter samhällsengagerad och politiskt inflytelserik. Hon beskrivs som en utåtriktad, rättfram och charmerande sällskapsmänniska som rökte ryska cigarrer och uppskattade att spela i sällskapslivet, men även kunde göra sarkastiska kommentarer mot personer hon ogillade. Flera diplomater tillskrev henne politiskt inflytande över makens regering. 
John Gunther rapporterade 1940: 
"Republikens president, professor Smetona, är mest känd för sin imposanta hustru, som är en mäktig person i den lilla stadens affärer".
När Sovjet ockuperade Litauen 15 juni 1940 flydde Antanas Smetona med hela sin familj över gränsen till Tyskland (Ostpreussen) och därifrån via Schweiz till USA. 